# NGC 6712
NGC 6712 هي مجرة تتبع كوكبة الترس. اكتشفها ويليام هيرشل في 16 يونيو 1784.

## روابط خارجية
- NGC 6712 على موقع ويكي سكاي: DSS2, SDSS, GALEX, IRAS, Hydrogen α, X-Ray, Astrophoto, Sky Map, Articles and images